# التايكوندو في دورة الألعاب العربية الجزائر 2004
التايكوندو في دورة الألعاب العربية الجزائر هي ألعاب أقيمت الدورة في العاصمة الجزائرية للفترة من 24 أيلول/ سبتمبر ولغاية العاشر من أكتوبر/ تشرين الأول من عام 2004

## النتائج الكاملة

### رجال
| Event          | ذهبية                | فضية                 | برونزية                 |
| -------------- | -------------------- | -------------------- | ----------------------- |
| وزن فوق 54 كلغ | حسام سليمان (الأردن) | احمد كاظم (العراق)   | احمد زهران (مصر)        |
| وزن فوق 54 كلغ | حسام سليمان (الأردن) | احمد كاظم (العراق)   | اكرم احمد (اليمن)       |
| وزن فوق 62 كلغ | طارق زريوح (المغرب)  | هاني هليل (السعودية) | سلطان خالد (الكويت)     |
| وزن فوق 62 كلغ | طارق زريوح (المغرب)  | هاني هليل (السعودية) | هشام طعم الله (الجزائر) |

### سيدات
| Event          | ذهبية                   | فضية                 | برونزية               |
| -------------- | ----------------------- | -------------------- | --------------------- |
| وزن فوق 47 كلغ | غزلان التودالي (المغرب) | اكرام محجر (تونس)    | زين الخطاونة (الأردن) |
| وزن فوق 47 كلغ | غزلان التودالي (المغرب) | اكرام محجر (تونس)    | كارولين ماهر (مصر)    |
| وزن فوق 59 كلغ | وسيلة تاجة (المغرب)     | جمانة قافيس (الأردن) | شفيعة عويسي (الجزائر) |
| وزن فوق 59 كلغ | وسيلة تاجة (المغرب)     | جمانة قافيس (الأردن) | ايناس الهادي (ليبيا)  |